# Wspólnota administracyjna Tännesberg
Wspólnota administracyjna Tännesberg – wspólnota administracyjna (niem. Verwaltungsgemeinschaft) w Niemczech, w kraju związkowym Bawaria, w rejencji Górny Palatynat, w regionie Oberpfalz-Nord, w powiecie Neustadt an der Waldnaab. Siedziba wspólnoty znajduje się w miejscowości Tännesberg.
Wspólnota administracyjna zrzesza dwie gminy targowe (Markt): 
- Leuchtenberg, 1 255 mieszkańców, 32,37 km²
- Tännesberg, 1 486 mieszkańców, 46,57 km²